# Apple Lisa
L'Apple Lisa va ser un ordinador personal dissenyat per l'Apple Computer al principi dels anys 1980. El «projecte Lisa» va ser iniciat a l'Apple el 1978 i lentament ha evolucionat per tornar-se un poderós ordinador personal amb una interfície gràfica d'usuari (GUI). L'ordinador Lisa es va concebre per a clients professionals. Al voltant de 1982, Steve Jobs es va apartar del projecte Lisa, com a conseqüència va reconduir el «projecte Macintosh». Al contrari de la creença popular, el Macintosh no és un descendent directe del Lisa, tot i que hi ha moltes similituds entre ambdós ordinadors, de fet, el Lisa en la seva versió final, el Lisa 2/10, va ser modificat i comercialitzat com Macintosh XL.

## Etimologia
Mentre que la documentació embalada amb la Lisa original només es refereix a l'equip com The Lisa (La Lisa), oficialment Apple va indicar que el nom era l'acrònim per «Local Integrated Software Architecture» (Arquitectura de Software Integrada Localment). Ja que la primera filla de Steve Jobs, nascuda el 1978, va ser anomenada Lisa Jobs, es dedueix normalment que el nom també tenia una associació personal i potser l'acrònim va ser inventat després per quadrar amb el nom (veure «retroacrònim»). Altres explicacions més jovials amplien l'acrònim a «Let's Invent Some Acronym» (Anem a Inventar Algun Acrònim).

## Maquinari

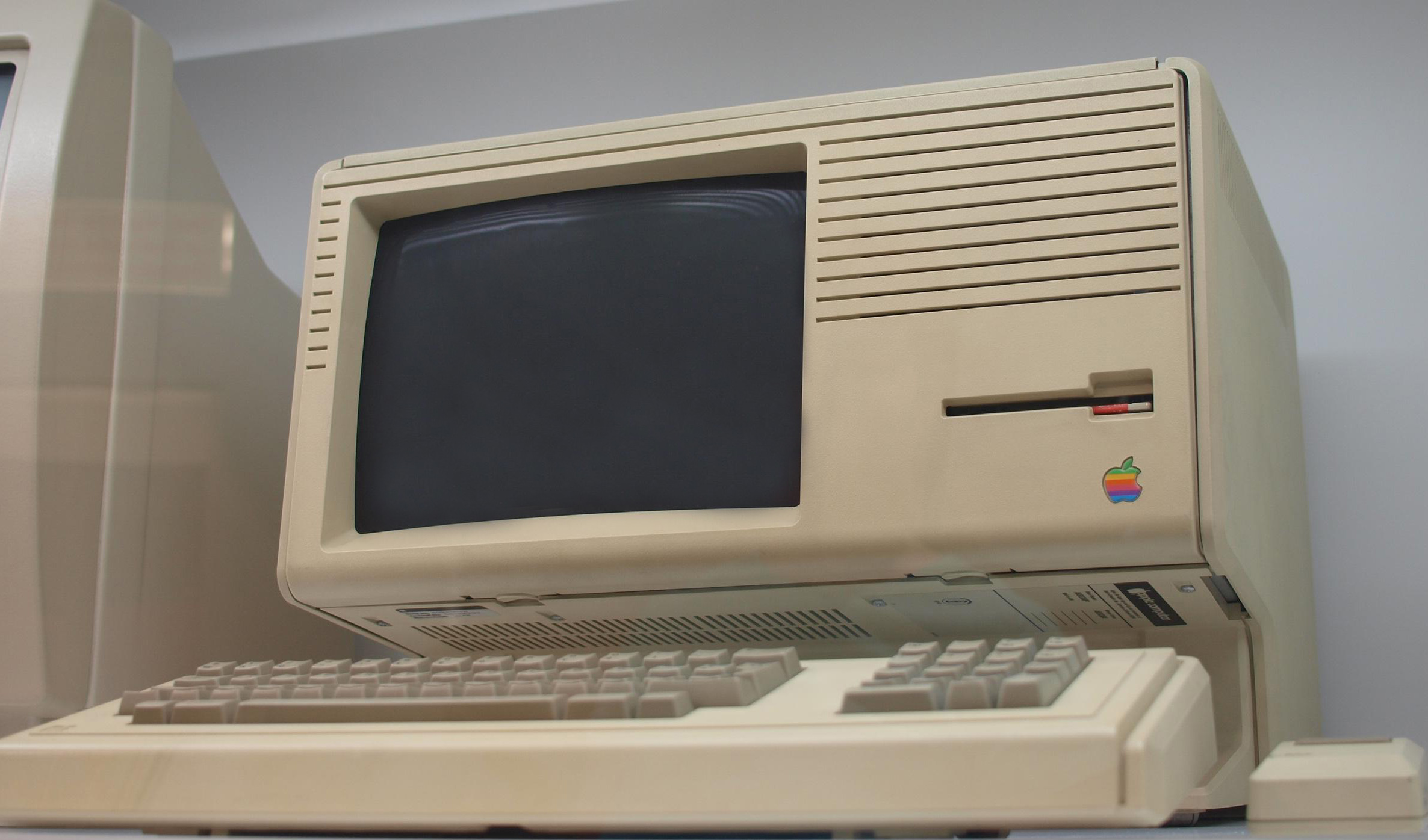
L'Apple Lisa 2.

Lisa va ser introduït el gener de 1983 (anunciat el 19 de gener) a un cost de 9.995 US$. Era el primer ordinador comercial a tenir una GUI i un ratolí (després del Xerox Star). Va usar una CPU Motorola 68000 amb una freqüència de rellotge de 5 MHz i tenia 1 MiB de memòria RAM. El primer Lisa tenia dues unitats de disquet de 5,25 polzades (anomenada la unitat «Twiggy»). Tenien una capacitat aproximada de 871 kilobytes cadascuna, però requerien disquets especials. Aquestes unitats tenien la reputació de no ser fiables, de manera que l'Apple Macintosh, dissenyat originalment per utilitzar un «Twiggy» simple, va ser modificat per a utilitzar una unitat Sony de microfloppy de 400 KiB el gener de 1984. Com opcional estava disponible una unitat externa de disc dur Apple Profile de 5 MiB, dissenyada originalment per l'Apple III. El model posterior, Lisa 2, va usar una sola unitat de disquet de 3,5 polzades i, opcionalment, unitats internes de disc dur de 5 o 10 MiB. El 1984 al mateix temps que el Macintosh va ser oficialment presentat, Apple va anunciar que estaven proporcionant gratuïtament, actualitzacions a unitats de disc dur de 5 MiB, per a tots els propietaris de Lisa 1.

### Macintosh XL

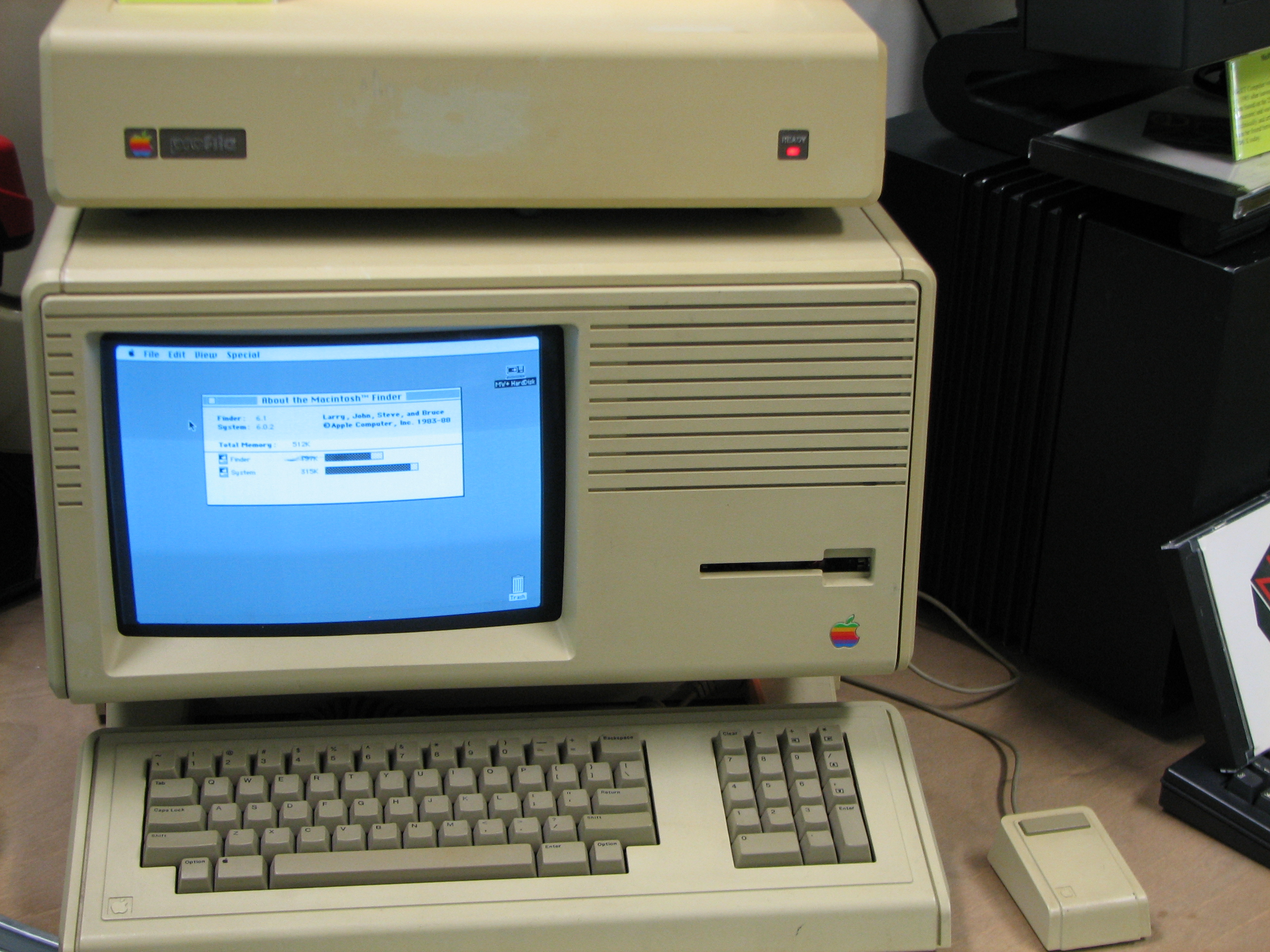
L'Apple Macintosh XL executant System 6.

El gener de 1985, seguint els passos del Macintosh, la Lisa 2/10 (amb disc dur de 10 MiB integrat) va canviar de nom per a Macintosh XL i amb nou programari posicionat com el Macintosh de gamma alta d'Apple. El preu es va reduir una altra vegada, a 4000 $ i les vendes van triplicar, però Apple (segons el CEO Sculley) hauria perdut el diner augmentant la producció per satisfer la nova demanda. Apple discontinuaria el Macintosh XL, deixant un buit de 8 mesos en la línia de productes de gamma alta d'Apple fins que el Macintosh Plus va ser introduït el 1986. Apple no va introduir, però, un equip de reemplaçament amb disc dur intern o ranures d'expansió fins al 1987.

## Programari
Lisa oferia un sistema operatiu multitasca cooperatiu, no preemptiu (que no s'apropiava del control). També oferia memòria virtual. Aquestes dues característiques eren extremadament avançades per a un microordinador de l'època. L'ús de la memòria virtual juntament amb un sistema de disc bastant lent, feia, per moments, que el sistema semblés inactiu. La Lisa també organitzava els seus arxius en directoris jeràrquics, fent pràctic l'ús d'unitats de disc grans. El Macintosh també va adoptar aquest disseny d'organització de disc per al seu sistema de fitxers HFS. Conceptualment, la Lisa s'assemblava al Xerox Star en el sentit que va ser previst com un sistema computacional d'oficina; conseqüentment, Lisa tenia dues modes principals d'usuari: el Lisa Office System ('sistema d'oficina de Lisa) i el Workshop (Taller de treball). El Lisa Office System va ser l'ambient GUI per als usuaris finals. El Workshop era un ambient de desenvolupament de programes i estava basat en text gairebé tot, tot i que va utilitzar un editor de text GUI. El Lisa Office System va ser eventualment anomenat «7/7», en referència als set programes d'aplicació oferts.

## El fracàs de l'Apple Lisa
L'Apple Lisa es va convertir en un fracàs comercial per Apple, el més gran des del desastre de l'Apple III el 1980. Els clients (de computació) en els negocis, als quals les Lisa estaven dirigits, es van resistir a l'alt preu de l'ordinador i en gran part van optar per treballar amb els menys costosos IBM PC, que ja començaven a dominar el mercat de la computació d'escriptori en els negocis. El client més gran de Lisa va ser la NASA, que va usar el «LisaProject» per a administració de projectes i es van veure embolicats en seriosos problemes quan Lisa va ser discontinuat. Lisa també va ser vist com una mica lent tot i la seva interfície innovadora. El clau en el taüt per al Lisa va ser el llançament del Macintosh el 1984, que va ajudar a desacreditar al Lisa, ja que el Macintosh també tenia un GUI i un ratolí però era molt menys costós. La Lisa, com molts productes, va ser una víctima per estar massa avançat al seu temps. Abans que la línia de Lisa fos discontinuada l'agost de 1986, dos últims models van ser llançats, el Lisa 2 i l'anomenat Macintosh XL.
En un moment en què 96 kilobytes de RAM eren considerats una extravagància, molt de l'alt preu de Lisa i, per tant, el seu fracàs comercial pot ser atribuït a l'enorme quantitat de RAM que tenia el sistema. La majoria dels computadors personals només van començar a aparèixer amb memòria RAM de la mida d'un megabyte a principi dels anys 1990.

## La fi del Lisa
El 1987, «Sun Remarketing» va comprar prop de 5.000 Macintosh XL i els va actualitzar. Alguns ordinadors Lisa sobrants i peces de recanvi segueixen encara disponibles avui en dia.
El 1989, Apple va enterrar prop de 2.700 Lisa en existència en un terraplè a Logan, Utah, per tal de rebre un impost de pèrdues i guanys sobre les unitats no venudes.
A igual que altres ordinadors primerencs amb GUI, els Lisa en funcionament són ara articles de col·lecció bastant valuosos, pels quals molta gent pagaria centenars o fins i tot, milers de dòlars.

## Importància històrica
El concepte d'una computadora amb interfície gràfica d'usuari s'atribueix a Xerox PARC a la dècada de 1970, però mai va tenir èxit. Fou quan Steve Jobs i una delegació d'Apple Computer van veure una demostració de Smalltalk en un Xerox Alto quan es cregué que tots els ordinadors haurien de funcionar d'aquella manera.
Encara que en el seu temps fou un fracàs comercial, Lisa va ser un èxit notable en un aspecte: usant el programari de Lisa i una impressora Apple de matriu de punts es podien imprimir documents amb acabats molt professionals comparats amb les altres opcions disponibles en aquells moments. Aquest avantatge va conduir el Lisa a moltes oficines més grans, encara que el preu va limitar el nombre de Lisa que es podien adquirir.
Finalment, encara que massa costós i limitat per als escriptoris individuals, hi va haver un període en què semblava que gairebé tota organització de mida moderada tenia, a cada oficina important, un o dos Lisa compartits. El rendiment de Lisa era escàs i el programari una mica limitat, però, el que feia, ho feia molt bé. Com que el nombre de persones que havien usat una Lisa va ser molt més gran que el nombre de Lisa venuts, això va significar que quan va venir el Macintosh, de menor preu, hi va haver un grup notable de persones ja prèviament convençudes dels beneficis d'una màquina com el Lisa.
Després de quaranta anys del llançament de Lisa, el Computer History Museum (CHM) va alliberar el codi font. El CHM ja va anticipar l'alliberament el 2018. El codi font es va enviar a Apple per a ser revisat i el gener de 2023 es feu l'alliberamjent.